# 阿赫奈姆
阿赫奈姆（法語：Achenheim，法語發音：[axənaim] ⓘ）是法国下莱茵省的一个市镇，属于斯特拉斯堡区。

## 地理
阿赫奈姆（48°34'52"N, 7°37'37"E）面积6.03 平方千米，位于法国大東部大區下莱茵省，该省份为法国大陆部分最东部的省份，是阿尔萨斯的一部分，今与上莱茵省组成了阿尔萨斯欧洲集体，其南至上莱茵省，西南接孚日省和默尔特-摩泽尔省，西接摩泽尔省，北与德国接壤，东侧沿莱茵河与德国相望。
与阿赫奈姆接壤的市镇（或旧市镇、城区）包括：布勒斯克维凯尔桑、昂让比耶唐、奥尔蔡姆、伊特奈姆、奥贝尔斯沙埃福尔桑。
阿赫奈姆的时区为UTC+01:00、UTC+02:00（夏令时）。

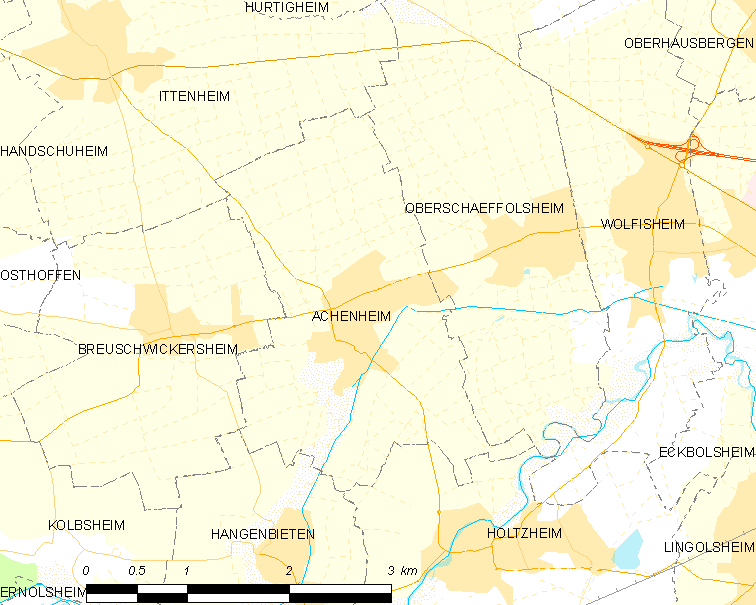
阿赫奈姆的OSM定位图

## 行政
阿赫奈姆的邮政编码为67204，INSEE市镇编码为67001。

## 政治
阿赫奈姆所属的省级选区为林戈尔赛姆县。

## 人口

1962-2008年间阿赫奈姆人口变化图示

阿赫奈姆于2022年1月1日时的人口数量为2570人。